# Società Polisportiva Ars et Labor 1952-1953
Questa voce raccoglie le informazioni riguardanti la Società Polisportiva Ars et Labor  nelle competizioni ufficiali della stagione 1952-1953.

## Stagione
È il segno X il simbolo della SPAL nella stagione 1952-1953. Dopo il garibaldino entusiasmo e quel pizzico di incoscienza che servì nella stagione di esordio, Antonio Janni ed i suoi ragazzi cedono al tatticismo. La cosa più semplice da fare è cercare di non prenderle e così, malgrado un girone di andata con soli 13 punti in tasca che fa temere una discesa nella cadetteria, la SPAL passo dopo passo inanella ben 16 pareggi, più di ogni altra rivale in lotta per salvarsi e raggiunge con anticipo la seconda salvezza consecutiva in Serie A.
La squadra realizza poche reti, sia per il modulo di gioco che per i ricambi non all'altezza della massima serie. Il capocannoniere stagionale con 10 reti è Sergio Sega prelevato in Serie B dal Verona, seguito dalle 8 di Alberto Fontanesi e dalle 5 di Aziz Esel Bülent e del difensore Giulio Pellicari. Non mancano però le giornate di gloria, come nel caso del 4-0 rifilato al Palermo, del 3-0 all'Udinese e del 4-1 al Napoli, risultato quest'ultimo che assicura la salvezza matematica con una giornata di anticipo. Spicca anche il doppio 2-2 con la Juventus, che finisce per costare lo scudetto ai bianconeri a vantaggio dell'Inter. La SPAL chiude la stagione in un'ottima ottava posizione.

## Rosa
| N. |                   | Ruolo | Calciatore                |
| -- | ----------------- | ----- | ------------------------- |
|    | Italia (bandiera) | P     | Ottavio Bugatti           |
|    | Italia (bandiera) | D     | Giorgio Bernardin         |
|    | Italia (bandiera) | D     | Gianfranco Dell'Innocenti |
|    | Italia (bandiera) | D     | Aulo Gelio Lucchi         |
|    | Italia (bandiera) | D     | Giulio Pellicari          |
|    | Italia (bandiera) | C     | Candiano Barranco         |
|    | Italia (bandiera) | C     | Francesco Bizzai          |
|    | Italia (bandiera) | C     | Romolo Bizzotto           |
|    | Italia (bandiera) | C     | Onorio Busnelli           |
|    | Italia (bandiera) | C     | Marcello Castoldi         |
|    | Italia (bandiera) | C     | Giuseppe Macchi           |

| N. |                      | Ruolo | Calciatore        |
| -- | -------------------- | ----- | ----------------- |
|    | Italia (bandiera)    | C     | Erasmo Zamperlini |
|    | Danimarca (bandiera) | A     | Niels Bennike     |
|    | Turchia (bandiera)   | A     | Aziz Esel Bülent  |
|    | Italia (bandiera)    | A     | Goffredo Colombi  |
|    | Italia (bandiera)    | A     | Giovanni Emiliani |
|    | Italia (bandiera)    | A     | Alberto Fontanesi |
|    | Italia (bandiera)    | A     | Dino Lucianetti   |
|    | Italia (bandiera)    | A     | Domenico Mussino  |
|    | Italia (bandiera)    | A     | Luigi Orazi       |
|    | Italia (bandiera)    | A     | Sergio Sega       |

## Risultati

### Serie A

#### Girone di andata
| Arbitro: | Righi (Milano) |

|                |           |            |
| Roosenburg 43’ | Marcatori | 65’ Bülent |

| Ferrara 21 settembre 1952 2ª giornata | SPAL             | 0 – 0 | Como | Stadio Comunale\| Arbitro: \| Silvano (Torino) \| |
| Arbitro:                              | Silvano (Torino) |       |      |                                                   |

| Arbitro: | Massai (Pisa) |

|          |           |  |
| Gren 74’ | Marcatori |  |

| Arbitro: | Carpani (Milano) |

|             |           |  |
| Colombi 53’ | Marcatori |  |

| Arbitro: | Gemini (Roma) |

|                        |           |  |
| Curti 41’ Sørensen 77’ | Marcatori |  |

| Arbitro: | Pieri (Trieste) |

|          |           |              |
| Sega 86’ | Marcatori | 22’ Balbiano |

| Arbitro: | Maurelli (Roma) |

|                            |           |  |
| Mannucci 65’ Bertoloni 75’ | Marcatori |  |

| Arbitro: | Bellè (Venezia) |

|  |           |              |
|  | Marcatori | 81’ Skoglund |

| Arbitro: | Gemini (Roma) |

|                        |           |                      |
| Bassetto 14’ Gotti 67’ | Marcatori | 13’, 60’ Fontanesi I |

| Arbitro: | Olandini (Roma) |

|                     |           |             |
| Cervellati 15’, 48’ | Marcatori | 42’ Bennike |

| Arbitro: | Pieri (Trieste) |

|               |           |                              |
| Sega 53’, 86’ | Marcatori | 75’ (rig.) Vivolo 88’ Hansen |

| Novara 7 dicembre 1952 12ª giornata | Novara           | 0 – 0 | SPAL | Stadio Comunale\| Arbitro: \| Orlandini (Roma) \| |
| Arbitro:                            | Orlandini (Roma) |       |      |                                                   |

| Arbitro: | Marchetti (Milano) |

|                        |           |  |
| Montico 46’ Pløger 82’ | Marcatori |  |

| Arbitro: | Canavesio (Torino) |

|                     |           |                      |
| Sega 74’ Bülent 80’ | Marcatori | 60’ Cadè 78’ Brugola |

| Arbitro: | Silvano (Torino) |

|                                |           |  |
| Sega 29’, 42’ Bennike 53’, 68’ | Marcatori |  |

| Arbitro: | Pieri (Trieste) |

|              |           |  |
| Castelli 40’ | Marcatori |  |

| Arbitro: | Marchetti (Milano) |

|                       |           |           |
| Castoldi 23’ Sega 47’ | Marcatori | 46’ Galli |

#### Girone di ritorno
| Arbitro: | Carpani (Milano) |

|               |           |                |
| Pellicari 89’ | Marcatori | 54’ Ghersetich |

| Arbitro: | Scaramella (Roma) |

|                 |           |  |
| Bergamaschi 83’ | Marcatori |  |

| Arbitro: | Bellè (Venezia) |

|                     |           |             |
| Busnelli 38’ (rig.) | Marcatori | 82’ Longoni |

| Arbitro: | Marchetti (Milano) |

|                                       |           |                |
| Larsen 2’ Bredesen 88’ Puccinelli 90’ | Marcatori | 3’ Fontanesi I |

| Arbitro: | Maurelli (Roma) |

|               |           |  |
| Sega 52’, 67’ | Marcatori |  |

| Arbitro: | Massai (Pisa) |

|           |           |                |
| Buhtz 54’ | Marcatori | 7’ Fontanesi I |

| Arbitro: | Corallo (Lecce) |

|                                                |           |  |
| Fontanesi I 11’, 16’ Barranco 13’ Busnelli 40’ | Marcatori |  |

| Arbitro: | Scaramella (Roma) |

|           |           |                 |
| Nyers 48’ | Marcatori | 40’ Fontanesi I |

| Ferrara 22 marzo 1953 26ª giornata | SPAL             | 0 – 0 | Sampdoria | Stadio Comunale\| Arbitro: \| Orlandini (Roma) \| |
| Arbitro:                           | Orlandini (Roma) |       |           |                                                   |

| Arbitro: | Gemini (Roma) |

|              |           |                                                     |
| Busnelli 63’ | Marcatori | 27’ Cervellati 61’ Tacconi 68’ Mike Mayer 81’ Bacci |

| Arbitro: | Jonni (Macerata) |

|                                |           |                           |
| Del Grosso 34’ Carapellese 60’ | Marcatori | 15’ Mussino 45’ Pellicari |

| Ferrara 12 aprile 1953 29ª giornata | SPAL          | 0 – 0 | Novara | Stadio Comunale\| Arbitro: \| Massai (Pisa) \| |
| Arbitro:                            | Massai (Pisa) |       |        |                                                |

| Arbitro: | Jonni (Macerata) |

|                                      |           |  |
| Bennike 52’ Sega 72’ Fontanesi I 81’ | Marcatori |  |

| Arbitro: | Gemini (Roma) |

|  |           |            |
|  | Marcatori | 82’ Bülent |

| Arbitro: | Valsecchi (Milano) |

|                         |           |                            |
| Bettini 46’ Cecconi 47’ | Marcatori | 20’ Castoldi 59’ Pellicari |

| Arbitro: | Maurelli (Roma) |

|                                    |           |            |
| Bülent 34’, 39’ Pellicari 60’, 78’ | Marcatori | 90’ Vitali |

| Roma 31 maggio 1953 34ª giornata | Roma                  | 0 – 0 | SPAL | Stadio dei Centomila\| Arbitro: \| De Gregorio (Legnano) \| |
| Arbitro:                         | De Gregorio (Legnano) |       |      |                                                             |

## Statistiche

### Statistiche di squadra
| Competizione | Punti | In casa | In casa | In casa | In casa | In casa | In casa | In trasferta | In trasferta | In trasferta | In trasferta | In trasferta | In trasferta | Totale | Totale | Totale | Totale | Totale | Totale | DR |
| Competizione | Punti | G       | V       | N       | P       | Gf      | Gs      | G            | V            | N            | P            | Gf           | Gs           | G      | V      | N      | P      | Gf     | Gs     | DR |
| ------------ | ----- | ------- | ------- | ------- | ------- | ------- | ------- | ------------ | ------------ | ------------ | ------------ | ------------ | ------------ | ------ | ------ | ------ | ------ | ------ | ------ | -- |
| Serie A      | 32    | 17      | 7       | 8       | 2       | 28      | 14      | 17           | 1            | 8            | 8            | 12           | 23           | 34     | 8      | 16     | 10     | 40     | 37     | +3 |

### Statistiche dei giocatori
| Giocatore         | Serie A  | Serie A |
| Giocatore         | Presenze | Reti    |
| ----------------- | -------- | ------- |
| C. Barranco       | 15       | 1       |
| N. Bennike        | 28       | 4       |
| G. Bernardin      | 26       | 0       |
| F. Bizzai         | 1        | 0       |
| R. Bizzotto       | 10       | 0       |
| O. Bugatti        | 34       | -37     |
| A. Bulent         | 16       | 5       |
| O. Busnelli       | 18       | 3       |
| M. Castoldi       | 32       | 2       |
| G. Colombi        | 27       | 1       |
| G. Dell'Innocenti | 34       | 0       |
| G. Emiliani       | 3        | 0       |
| A. Fontanesi      | 34       | 8       |
| A. Lucchi         | 15       | 0       |
| D. Lucianetti     | 4        | 0       |
| G. Macchi         | 13       | 0       |
| D. Mussino        | 15       | 1       |
| L. Orazi          | 1        | 0       |
| G. Pellicari      | 22       | 5       |
| S. Sega           | 24       | 10      |
| E. Zamperlini     | 2        | 0       |